# Prvenstvo Avstralije 1907
Prvenstvo Avstralije 1907 je teniški turnir, ki je potekal 18. do 24. avgusta 1907 v Brisbanu.

## Moški posamično
Horace Rice :  Harry Parker 6–3, 6–4, 6–4

## Moške dvojice
William Gregg /  Harry Parker :  Horace Rice /  George Wright 6–2, 3–6, 6–2, 6–2